# قوچاق‌قازما
قوچاق‌قازما (به لاتین: Qoçaqqazma) یک منطقه مسکونی در جمهوری آذربایجان است که در شهرستان خاچماز واقع شده است.